# Mamboué
Mamboué ist ein temporärer Fluss, ähnlich wie ein Fiumara, auf Anjouan, einer Insel der Komoren in der Straße von Mosambik.

## Geographie
Der Fluss entspringt am Hang des Tsingoyagnora-Kammes im Südwesten von Anjouan. Er verläuft nach Südosten und mündet bald in den Mro Bouéni.